# Marcel Danis
Pour les articles homonymes, voir Danis.
Marcel Danis (né le 22 octobre 1943) est homme politique et professeur canadien. Il est député de Verchères de 1984 à 1993 à la Chambre des communes du Canada. Il enseigne au département de science politique à l'université Concordia à Montréal.